# ニュース専門放送局
ニュース専門放送局（ニュースせんもんほうそうきょく）とは、24時間ストレートニュースと報道番組を専門に放送する放送局のことである。

## 歴史
1976年12月、アメリカ合衆国でケーブルテレビ網の整備と番組を安価で送れる通信衛星が出来た事で、テッド・ターナーが、アトランタで経営するTBS (ターナー・ブロードキャスティング・システム)において、衛星を使ってケーブルテレビに自社番組を供給するスーパーステーション事業に参入。この成功体験が基となり、24時間ニュース専門局のCNNを立ち上げ、1980年6月1日に放送を開始した。
当時は未だ24時間も流し続けるニュース素材があるとは思われておらず、CNNは開局当初より存続も危ぶまれていた。しかし、これらの予想に反し1981年3月30日のレーガン大統領暗殺未遂事件、1986年1月28日のスペースシャトル・チャレンジャー爆発事故、そして1991年の湾岸戦争の報道においてその速報性を発揮し、大成功を収めた。
CNNの成功に誘発される形で、1982年7月21日、ウェスティングハウスとABCとニュース専門放送局Satellite News Channelを立ち上げ、CNNとのニュース戦争に挑んだが、CNNに敗北し16か月後の1983年10月27日に閉局。
この他にも、1989年CNBCが経済情報に特化した専門局を開局し、同年英国ではSky News、1990年代後半に入り、各国で各放送局がニュース専門チャンネルを立ち上げる動きが活発化して行く。また、ケーブルテレビの発達により、この他にもスポーツニュースに特化した専門局や気象情報に特化した専門局が登場してきた。1993年9月に韓国にて聯合テレビジョンニュース（現在のYTN）が、1996年11月にカタールにてアルジャジーラが、1999年3月にシンガポールにてチャンネルニュースアジアがサービスインされた。

### 日本
日本国内では既存のテレビや新聞社から独立した放送局は少なく、ニュース系列の専門チャンネルが多い。
ニュース専門放送局が初めてサービスインされたのは、1987年10月1日、日本テレビがケーブルテレビ局向けに配信を開始した『NTVCABLENEWS』(NCN、その後のNNN24→日テレNEWS24)』である。その2年後の、1989年10月1日、朝日新聞が筆頭株主として出資し誕生した、『衛星チャンネル』（その後の朝日ニュースター→テレ朝チャンネル2 ニュース・情報・スポーツ）、1990年、日本経済新聞が出資した、経済ニュース専門の『日経サテライトニュース』が開局した。ケーブルテレビ向けにサービスインされたが、双方のチャンネル共24時間の終夜放送は無く、ニュース以外の番組編成を敷いていた。
当時、日本のケーブルテレビ局の事情は主に難視聴地域とホテル等の集合建築の共同受信設備がメインの運営形態だったので、専門放送局および専門チャンネルの認知度も他国と比べて低かった。また、日本の放送行政では多くの地域でNHK+民放3～4局以上が視聴できたこともあり、需要として少なかった。その後、1992年にCSアナログ放送プラットホームであるCS BAANとスカイポートTVがサービスインされ、一般個人向けの放送が開始されたが、それでも設備の価格が高価のため普及率は低かった。
1997年12月1日にディレクTVがサービスインされた事でコンテンツ拡充の一環として、1997年5月にCNBCビジネスニュースをアジア・ビジネス・ニュース、日本ビデオニュース、共同通信社、ジュピター・プログラミングが立上げ、同年12月から放送開始。また、気象と災害専門のウェザーニュースが開局した。
1998年4月1日にTBS系の『JNNニュースバード』（その後のTBSニュースバード→TBS NEWS）がパーフェクTV!とディレクTVで開局した。
「JスカイB」と「パーフェクTV!」を運営する日本デジタル放送サービスとの対等合併により誕生した、東経128度CSプラットフォーム「SKY PerfecTV!」が1998年4月25日に開始され、同時にアメリカとイギリスのニュース専門局である、FOXニュース、Sky News等の放送が開始。
2000年代から日テレ系、TBS系放送局で深夜の時間帯に24時間ニュースをサイマル放送する局が増加した。
フジテレビは長らくニュース専門局を持っていなかったが、2015年4月1日に『ホウドウキョク』を開始した。NOTTVやインターネット配信など幅広く展開されたが、短期間で終了した。
2016年4月11日にサイバーエージェントとテレビ朝日の共同出資によるインターネット配信のチャンネル、AbemaNewsが開始した。

#### NHK
公共放送である日本放送協会（NHK）は、1991年4月、元会長であった島桂次がCNNに刺激され、国際放送として欧米の放送局と提携したニュース専門局であるGNN(Global News Network)構想を発表。NHKとBBC、ABCが8時間ずつ分担して、全世界に24時間ニュースを放送する通信衛星ネットワークを構築するという壮大な構想だった。GNNのキーステーションとするために、千代田区紀尾井町に所在する千代田放送会館は、元々は建設されたものされている。しかし、GNN向けの補完放送衛星「BS-3H」の打ち上げ失敗に始まり、島が自身の女性問題が急浮上し始めた所に、国会での虚偽答弁、経費流用疑惑が加わり、結果会長辞任に追い込まれ、その後会長職に就いた川口幹夫、海老沢勝二が翻した。国際放送としては、1990年3月にJapan Satellite TVを立ち上げて放送していたが、NHK総合にて放送していた番組の再送信だったため、国際放送の役割が担えてるとは言いにくい営業状態であった。
2004年頃、BS1の24時間ニュース専門チャンネル化構想が存在し、一部番組編成や番組構成内容に変化が見られたが、この構想に基づくそれ以上の変化や動きは見られず、この構想の基幹番組となっていた『BSニュース World+Biz』も2024年3月で終了する予定である。また、2009年2月2日、国際放送のNHKワールドTVが再開局に伴い完全英語放送化し、定時ニュースをの制作や運営業務は日本国際放送に委託している状態で、総務省の「NHK海外情報発信強化に関する検討会」の中間報告では、完全ニュースチャンネル化の意見が提出されたが、2016年10月時点で番組編成が変わった以外特に動きは無く、ニュース専門チャンネル及び、専門局の立上げは無い。

## 特徴
ニュースヘッドラインを逐一表示させるために、テレビ画面にニュースティッカーと呼ばれるニュース情報を表示させるシステムを採用しており、欧米、アジア、中東のニュース専門局では画面下部にヘッドラインが表示させる形式を採用している。また、放送局によってはL字型画面のまま必要な情報を表示させているチャンネルも存在する。

## ニュース専門チャンネルの一覧

### 北米

#### アメリカ合衆国
- CBSN
- CNBC
- CNN
  - CNNインターナショナル
  - HLN（CNN2）
- FOXニュース
- MSNBC
- ブルームバーグテレビジョン
- アルジャジーラアメリカ（英語版）
- CGTNアメリカ
- ロシアタイムアメリカ（英語版）
- ニュースマックステレビ（英語版）
- ワンアメリカニュース（英語版）
- アル・フーラ - 本拠はアメリカ合衆国内だが、主に中東諸国に向けた放送。

#### カナダ
- CBC Newsworld
- CablePulse 24 - トロント
- CTV NewsNet
- LCN

### 欧州
- ユーロニュース
- Kanal 5 - ウクライナ
- TV 2 News - デンマーク
- TVN24 - ポーランド

#### フランス
- Africa 24
- France 24
- iTele
- LCI

#### イギリス
- BBC News Channel
- BBCワールドニュース
- Sky News
- アルジャジーライングリッシュ（英語版）

#### アイルランド
- RTE News Now

#### ドイツ
- N24
- n-tv
- ドイチェ・ヴェレ

#### イタリア
- Sky TG24

#### スペイン
- Canal 24 Horas

### 南米
- CNNエスパニョール
  - CNN Chile（チリ）
- Globovision - ベネズエラ

#### ブラジル
- Band News
- Globo News
- RECORD NEWS

### アジア

#### 日本
- 日テレNEWS24
- TBS NEWS
- AbemaNews（インターネット放送）
- ホウドウキョク（放送事業者での放送としてはすでに終了済み[注 4]）
- 日経CNBC
- CNNj
- BBCワールドニュース
- TV5MONDE（CATVにて配信）

#### 中華民国
- TVBS
- TVBS-NEWS
- 三立新聞台
- 年代新聞
- 東森新聞
- 中天新聞
- 民視新聞台
- 非凡新聞

#### 中華人民共和国
- CCTV-4
- CCTV-新聞
- CCTV-NEWS(旧・CCTV-9)

#### 香港
- TVBN
  - TVBN2
- フェニックステレビ

#### シンガポール
- チャンネルニュースアジア（英語版）

#### フィリピン
- ABS-CBN News Channel
- CNNフィリピン（英語版）

#### インドネシア
- MetroTV（インドネシア語版）
- CNNインドネシア（インドネシア語版）

#### インド
- DD News（英語版）
- NDTV（英語版）
  - NDTV 24x7
  - NDTV India（英語版）
  - NDTV Profit（英語版）
- Zee News（英語版）

#### 中東
- アルアラビア（アラブ首長国連邦）
- アルジャジーラ（カタール）
- BBCアラビックテレビジョン - 本拠はイギリスだが、主に中東諸国に向けた放送。
- BBCペルシャテレビジョン - 本拠はイギリスだが、主にイランに向けた放送。

#### 大韓民国
- YTN
- 聯合ニュースTV
- KBS24
- MBN ※2011年迄
- SBS Biz（朝鮮語版）
- 毎日経済TV（朝鮮語版）
- 韓国経済TV（朝鮮語版）

### オセアニア

#### オーストラリア
- ABC News 24
- Sky News Australia - ニュージーランド含む